# 真夜中レーザーガン
「真夜中レーザーガン」（まよなか - ）は、日本のロックバンド、THE HIGH-LOWSの10枚目のシングル。1998年8月26日発売。発売元はキティ。

## 解説
アルバム『ロブスター』からのリカットシングル。カップリング曲の「アウトドア派」は珍しく、甲本ヒロトと真島昌利の掛け合いで歌われている。

## 収録曲
| 全編曲: THE HIGH-LOWS。 |                        |           |           |      |
| #                       | タイトル               | 作詞      | 作曲      | 時間 |
| 1.                      | 「真夜中レーザーガン」 | 真島昌利  | 真島昌利  | 3:17 |
| 2.                      | 「アウトドア派」       | 真島昌利  | 真島昌利  | 4:40 |
| 合計時間:               | 合計時間:              | 合計時間: | 合計時間: | 7:57 |